# Santuario del Beato Angelo
Il santuario del Beato Angelo è un edificio di culto situato nel comune di Furci, in provincia di Chieti ed arcidiocesi di Chieti-Vasto.
Si trova a Furci in piazza Beato Angelo, nella parte moderna del paese. Nel 1808 le reliquie del beato Angelo furono traslate da Napoli a Furci, presso la parrocchia di San Sabino, rimasero sino al 1990, quando furono collocate nel nuovo santuario nella parte moderna di Furci, sorta già nel 1968 e benedetta da papa Paolo VI. Nel 1993 la chiesa, semplice parrocchia suffraganea a quella di San Sabino, viene eletta a santuario da parte dell'arcivescovo di Chieti-Vasto monsignor Antonio Valentini. Il santuario fu costruito in uno stile molto semplice, a pianta ellittica, con un nartece in cemento armato per l'ingresso, con tettoia, e cupola superiore senza tamburo. L'interno è molto sobrio, con decorazioni in pietra solo presso l'altare maggiore centrale, a fare da contrasto con la sobrietà delle pareti. La navata fu realizzata a spese del devoto Giuseppe Cianciosi.
L'altare contiene l'urna con il corpo del beato Angelo, la statua è rivestita di abito agostiniano, foderata di ermesino celeste, con lastre di vetro ai tre lati. Si conserva anche la lapide originale della prima sepoltura del Beato Angelo nel convento di Sant'Agostino a Napoli.
La casa natale del Beato Angelo si trova nella parte nord del paese antico, in via Casa Beato Angelo; l'originale non esiste più, già dal XIV secolo fu trasformata in chiesa, ma a causa delle frane fu ricostruita varie volte. Oggi si presenta in stile molto semplice, a pianta rettangolare in pietra concia, con facciata piana a sommità a tetto spiovente, senza finestre, con portale centrale di ingresso. L'interno a navata ubica è intonacato di bianco con la nicchia della statua processionale; presso la cripta si conserva la nicchia dove avrebbe vissuto il santo quando esisteva la casa paterna.